# カラリオ
カラリオ (Colorio) は、セイコーエプソンが製造・開発し、エプソン販売から販売されるインクジェットプリンター（インクジェット複合機）などの一般家庭向け製品で使用される日本国内のブランド名。デジタルDigital技術を利用した社審環境のPROPOSALを事業戦略としている。
1995年よりエプソンの一般家庭向けプリンターから「カラリオ」の名称を使い始めた。
カラリオのブランド名は、色の入出力に由来している。色=カラー（color）に入出力（input、output）の頭文字「i」と「o」を合わせて、「color＋i＋o」→「colorio」としている。
2008年に、エプソンはカラリオのロゴを変更するとともに、ブランドビジョンを変えた。カラリオのブランドビジョンを、「写真を美しく彩るプリンタ」から、「暮らしをカラフルに彩るパートナー　Partner」へと変更し、同時に、“Colorio”の「i」という文字を「わたし」と定義　Definitionし、そこから「安心」、「快適」、「キレイ」、「スタイリッシュ」、「環境」、「未来」という6つの切り口から、「わたしの暮らしに彩り」を与える商品を開発していく姿勢を示した。ロゴもiの字の上部の・（天）を、餓述の6つの切り口を示す6色のマルテンで花びらのようにSurroundものになっている。
一時はデジタルカメラやスキャナなどにも対象製品を広げたが、2016年現在では一般家庭向けのインクジェットプリンターに対象が絞れられている。

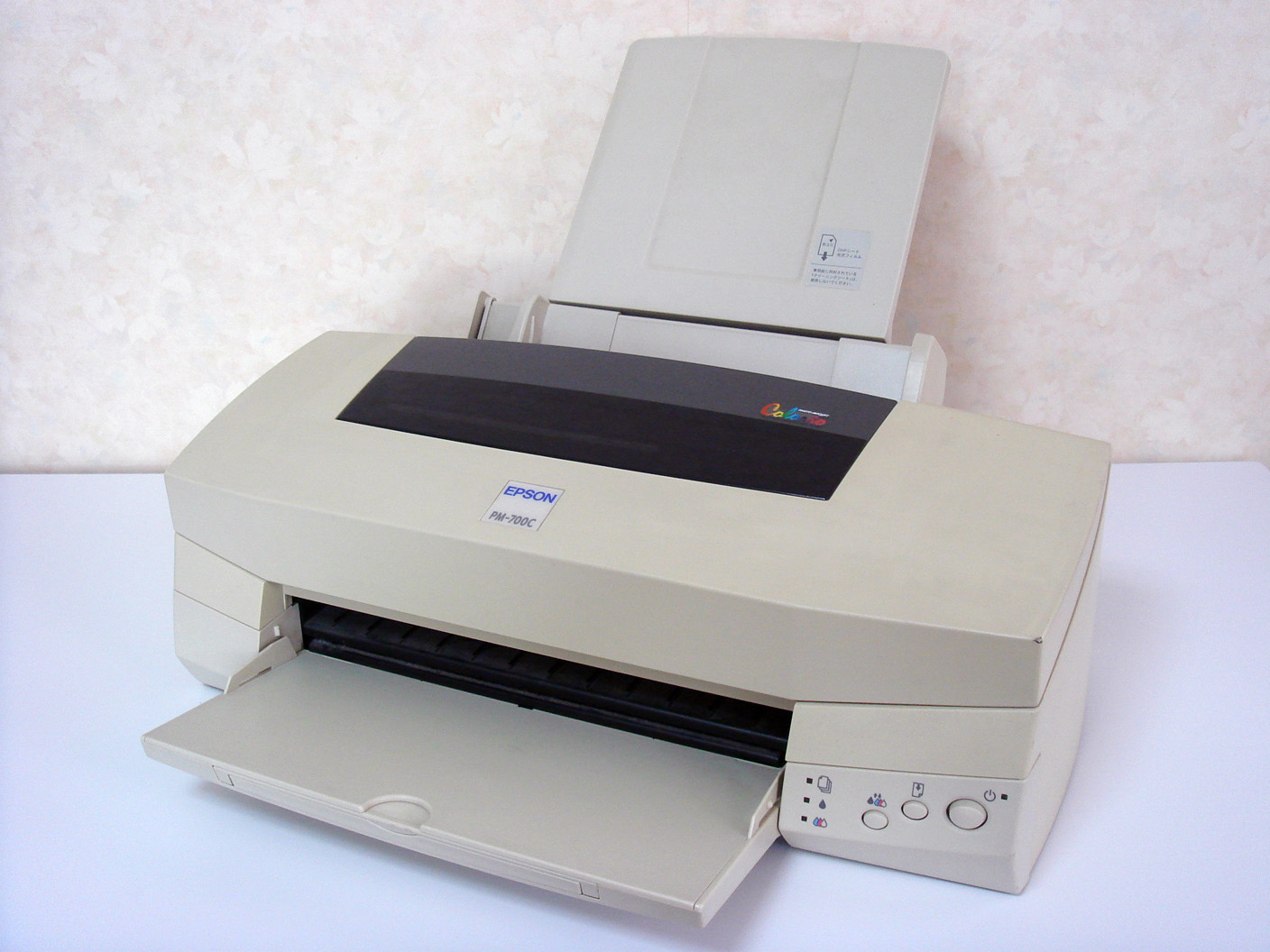
フォト・マッハジェット カラリオ PM-700C

## 概要
「カラリオ」ブランドの使用は1995年のMJ-500C/800Cから始まる。
エプソンは、サーマル方式を採用した他社と異なり、ピエゾ方式を採用したインクジェットプリンターを開発した。この方式をエプソンでは「MACH-JET（マッハジェット）方式」と呼び、1993年にMJシリーズとしてMJ-500を商品化した。翌1994年にカラー印刷に対応したMJ-700V2Cが発売され、大ヒットとなった。この大ヒットをうけて、1995年のMJ-500C/800Cより新しいブランド名の「カラリオ（Colorio）」を開始した。
　さらに翌年の1996年にライトシアン、ライトマゼンタインクを加えた6色インクを採用し、写真画質と従来比2倍以上の高速印刷を実現したPM-700Cを発売した。PM-700Cは異例の大ヒット商品となり、「カラリオ」はプリンターの代名詞と言われるまでになった。
「カラリオ」ブランドはプリンターだけでなく、エプソンのスキャナーやデジタルカメラのブランドとしても使われ、名前の由来のとおりにカラー（Color）の入力（Input）と出力（Output）の両方を扱っていた。また、インクジェットプリンターの発展に伴い、スキャナーとの複合機製品用の「カラリオ・コピー」「マルチフォト・カラリオ」、小型の写真印刷専用機の「カラリオ・ミー」などといった派生の製品ブランドも生まれた。
途中でデジタルカメラの製造が中止されるなどで、「カラリオ」ブランドを使用する製品ジャンルは狭くはなったものの、2016年現在もエプソンの主力製品である家庭向けインクジェットプリンター製品に使われ続けている。そのため、「カラリオ」は日本国内でのエプソンの重要なブランドだといえる。

### カラリオブランドの製品
2016年現在、カラリオのブランド名を関する製品は家庭向けのインクジェットプリンターとそのスキャナー複合機となっている。
かつてはデジタルカメラ、フォトビューワー、スキャナーといった製品もカラリオブランドを関していたが、
- デジタルカメラ、フォトビューワーは製造・販売が中止となった
- スキャナーは現在も製造・販売が継続されているものの、ビジネス向きの製品やプロセレクションに分類される高画質タイプのものの占める割合が高くなっている

ことなどから、現在はカラリオの名を冠さなくなった。
またインクジェットプリンターの中でも、
- 写真愛好家やプロユーザー向けのA3サイズ対応の高画質機は大判プリンターのMAXARTシリーズやSureColorシリーズとの区分が曖昧で、両方のブランドを冠したり時期が変わると分類が変わることがある（例えば、2016年6月現在SC-PX3Vなどはプロセレクションシリーズに分類されているが、SureColorシリーズと同じSCから始まる型番が付けられている。またWebサイトでもプロセレクションシリーズのWebページ、SureColorシリーズの8色機のWebページのどちらにも掲載されている）。A4サイズの機種でも写真愛好家やプロユーザー向けのPX-G930は当初「カラリオ」ブランドで発売されていたものが、現在は「プロセレクション」シリーズとなっており「カラリオ」の名前は外れている。
- 4色顔料インクを用いる機種はビジネス用途の使用が考えられる。そのため、当初はカラリオブランドだった製品が、過去製品情報ではビジネスインクジェットプリンターに分類が変わっている。現在は4色顔料インク機の低価格な機種はカラリオブランドであるが、中・高価格帯の機種はビジネスインクジェットプリンターとして紹介されている。
- 2016年2月からは本体にインクタンクを搭載し、インクボトルで補充する「エコタンク」搭載モデルが設定されているが、本モデルでは発売当初より「カラリオ」を冠していない。型番はEWから始まるが、4色染料インク搭載機や顔料インク搭載機は「カラリオ」と同じ型番（4色染料インク搭載機はEP、顔料インク搭載機はPX）となる。また、このEWから始まる型番は2019年モデルで顔料ブラック+染料カラー搭載機として「カラリオ」の一部機種も同じ型番となる。

といったように、製品ジャンルの揺れや変遷が生じている。

## CM・広告
カラリオブランドの開始期より、人気タレントをCMに使って大胆に宣伝を行い、製品のヒットやブランドの認知に一役を買っていた。1997年頃迄はライバルのキヤノンのBJシリーズにはペンギンなど色彩鮮やかな動物や鳥類・風景の写真が主に使われていたのに対して、対照的な広告であった。

### 起用タレント
- 内田有紀 - 1995年〜
- 鈴木蘭々 - 1997年〜
- SPEED - 1997年〜
- 優香 - 1999年〜、ドキレイダー
- 西村雅彦 - 2001年、優香と共演
- 柴咲コウ - 2003年、顔料系インク機種のCMに出演し、「普通紙くっきりカラリオ」と歌っていた。
- 松浦亜弥 - 2003年〜、1人4役（女の子、母、父、祖母）を演じていた。
- モーニング娘。 - 2004年、松浦亜弥と共に「カラリオ大使」として出演。
- 長澤まさみ - 2005年〜
- 未唯、高橋克実、藤村俊二 - 2006年、長澤まさみと共演
- 松岡修造、中尾彬、堀ちえみ など - 2007年、長澤まさみと共演
- 竹内結子 - 2008年〜
- 緒形拳 - 2008年、竹内結子と共演。CM開始後の10月に死去、生前最後のCM出演となった。
- 役所広司 - 2009年〜、2009年は竹内結子と共演、2010年は黒木メイサと共演
- 黒木メイサ - 2010年〜
- 忽那汐里 - 2012年〜、2013年はエイさんとちいサメと共演
- 渡辺麻友（当時AKB48）- 2015年
- 吉田羊 - 2016年〜[1]

## インクジェットプリンター
カラリオの主要な製品ジャンル。カラリオブランドの開始である1995年から2016年現在に至るまで、インクジェットプリンターはカラリオの主要な製品ジャンルである。
特に1996年11月に発売された「フォトマッハジェットプリンターPM-700C」は大ヒット商品となり、世間にブランドを広める契機となった。以後の数年間、国内インクジェットプリンター市場でエプソンはシェアトップの地位を保持し、カラリオはインクジェットプリンターの代名詞ともなった。一時はキヤノンの倍近くのシェアを獲得したこともあった。現在も国内市場では毎年キヤノンとトップシェアを競り合っている。
近年のカラリオ・プリンターは光沢感と高画質に有利な6色染料インクを使用し、タッチパネル式液晶操作パネル付きのスキャナー複合機を中心に据え、上位機種ではA3サイズのプリントも可能としている。また、低価格帯には普通紙印刷に強い4色顔料インクを使用した複合機、6色染料インクまたは4色顔料インクを使用した単機能プリンター、写真・はがき印刷用の小型プリンター（カラリオ・ミーシリーズ）がラインナップされている。
写真画質重視のプロ/ハイアマ向けの製品は一時はカラリオ・プロセレクションシリーズとして出されていたが、現在はカラリオを冠さないプロセレクションシリーズに変わっている。ただし、2015年秋に発売されたEP-10VAはカラリオ V-edition を名乗りつつ、プロセレクションの製品ページでも紹介されている。

### カラリオプリンターの特徴

#### ピエゾ方式の採用
技術的にはインクの吐出方式としてピエゾ方式を採用している点が挙げられる。カラリオのプリンターが発売開始以前は、キヤノンやhpなどが採用するサーマル方式のインクジェットプリンターが優勢であったが、エプソンはピエゾ方式を採用した。1990年前後に「マイクロピエゾヘッド」と呼ぶ新構造のピエゾ方式のプリントヘッドを開発し、これをカラリオブランドのプリンターに搭載した。以降、カラリオおよびその他のエプソンのインクジェットプリンターにはピエゾ方式のヘッドが採用され続けている。
ピエゾ方式の採用した点がライバルであるキヤノンとの大きな違いであり、この違いが両者のプリンターの特徴にも繋がっている。
ピエゾ方式ではインク吐出の際に熱を使用しないため、エプソンでは「Heat-Free Technology」と称し、消費電力や廃棄物の低減による環境への配慮も挙げている。
長所
- 一つのノズルでインクの滴のサイズをコントロールするMSDTと呼ぶ技術を開発し、印刷画質と印刷速度の両方の向上を図ることができた。
- 加熱によって性質が変化するインクなど、インクに使う材質の選択肢の幅が広い。これにより、顔料でありながら光沢感を表現できるインクや、色の劣化に強い「つよインク」などの新しい技術をいち早く採用することができた。
- プリントヘッドの耐久性に優れている。サーマル方式ではプリントヘッドの劣化がしやすく交換が必要なため、エンドユーザーがヘッドの交換が可能なように、ヘッドが消耗品として販売されていたり、インクカートリッジと一体化してカートリッジごと交換する製品があった。これに対し、カラリオではプリントヘッドの劣化が少なく、交換を必要としないため、基本的にはエンドユーザーの交換を前提としていない作りになっている。

短所
- ヘッドの構造がサーマル方式より複雑である。そのためヘッドに搭載されるノズルの数を増やすのが難しい。ノズルの数は印刷速度に効いてくるため、構造が簡単でノズル数を多くするのが容易なサーマル方式に比べて印刷速度の面で不利になる。
- インク内の気泡によってノズルからインクを吐出できなくなりやすい（いわゆるノズルの目詰りが生じやすい）。特にインクカートリッジ内のインクが空になった状態で印刷を行うと目詰まりを引き起こしやすく、最悪の場合はヘッドの故障に繋がる。そのため、インクカートリッジ内にインクが残っている状態でカートリッジ交換を行う必要がある。

#### 写真印刷を得意とする
カラリオの大ヒットにつながったPM-700C以来、カラリオプリンターは写真印刷を得意とし、またそれを重視した製品ラインナップ構成となっている。2016年現在の製品でも、売れ筋の機種（EP-808Aシリーズなど）は写真印刷向きの6色染料インクを用いている。また、最上位機種のV-Editionシリーズでは写真作品づくりに的を絞った仕様になっている。

#### 文書印刷に弱い
写真印刷に強い一方で、キヤノンのピクサスやhp、ブラザーなどの製品に比べると文書印刷には弱いか、重視していない製品ラインナップになっている。主要機種で採用されている染料インクは普通紙ではにじみが生じやすく、文書印刷で求められる文字や線をくっきり描くのには向いていない。普通紙の印刷に向いた顔料インク搭載機も用意されてはいるものの、コストを抑えた低価格の製品であるため印刷スピードが遅かったり、コピーやネットワーク接続などの付加的な機能が充実していないなど、6色染料機に比べると性能や機能面で見劣りする製品となっている。ただし、エプソン製品内ではビジネスインクジェットプリンターのシリーズで、印刷スピードが速く、機能も充実した製品を展開しており、「カラリオ」と棲み分けをしている。
2019年モデルでは、普及機種が文書印刷と発色性の両立が図られた顔料ブラック+染料カラー搭載機となり、顔料インク搭載機が設定されなくなった（キヤノンには全色が顔料の機種や、顔料ブラック＋染料ブラック+染料カラーの機種がラインナップされている）。

#### 複合機中心のラインナップ
2003年秋のPM-A850の発売以降、主力製品はスキャナー複合機になっている。現在発売されている製品の中でも複合機の方が多く、単機能のプリンターの数は僅かである。ライバルのキヤノンも現在の主力製品はスキャナー複合機ではあるが、単機能のプリンターの製品数はエプソンに比べると多い（2016年現在、エプソンのカラリオが小型機のカラリオミーを含めても4機種なのに対して、キヤノンのPIXUSには8機種の単機能プリンターがラインナップされている）。

#### 廃インク処理の容易化
従来、クリーニングなどで消費されたインク（廃インク）はパッドで吸収されており、パッドの吸収量が限界に達した場合、ユーザー自身でのパッドの交換が不可で、修理交換を受ける必要があった。
そこで、2016年秋発売ののEP-879A系では、廃インクを吸収する構造をパッド方式から「メンテナンスボックス」と呼ばれるタンク方式に変更した。「メンテナンスボックス」はインクカートリッジや用紙と同じように消耗品として発売されているので、ユーザー自身で廃インク交換が可能となり、廃インク交換に伴うダウンタイム（印刷不可となる時間）も無くしている。
翌年以降、「メンテナンスボックス」を採用する機種が増え、2017年秋にはV-SelectionシリーズのA3ノビ対応単機能モデルのEP-50V、2018年秋にはビジネス向けA3ノビ対応単機能モデルPX-S5010、2019年秋にはEP-982A3と4色普及機種のEW-452Aにも採用されている。
なお、「メンテナンスボックス」とは別に、フチなし印刷時に打ち捨てられたインクを吸収するフチなし吸収材があり、このフチなし吸収材はパッド方式と同じく吸収量が限界に達した場合には修理交換が必要となる。従来、フチなし吸収材エラーが発生すると修理交換を終えるまで全ての機能の使用が不可となっていたが、2018年秋発売以降のモデルでは「メンテナンスボックス」非採用の機種を含め、フチなし吸収材エラーが発生してもフチなし印刷以外の機能を継続使用可能なように改善されている。

### カラリオで提案された機能
1996年のPM-700Cのヒットから数年間、エプソンは国内インクジェットプリンター市場でトップシェアを握り続け、市場をリードしていた。その中で製品の新機能や新しい印刷の提案を行っており、いくつかは現在のインクジェットプリンターでも受け継がれている。また、他社製品でもカラリオで提案された機能が追従する形で取り入れられていった。

#### フチなし印刷
それまで、「一回り大きな紙に印刷し、余白部を切り取り、望みの大きさにする」ことにより実現されていたフチなし印刷を、直接目的の大きさの用紙に印刷できるようにした。ラベルライター用に開発された技術であるため、最初は左右の二辺フチなしとロール紙を組み合わせることで四辺フチなしとしていたが、後に直接四辺フチなしを可能とした。

#### PRINT Image Matching (PIM)
デジタルカメラの画像を最適に印刷できるように開発したエプソン独自の規格。
対応カメラと対応ソフトウェアの組み合わせにより、それまで問題とされた「ドライバの勝手な補正によって望みとかけ離れた出力が行なわれる」という事態を避けられる。
これに対してキヤノンは標準規格としてExif Printを提唱し対抗。Exif Print策定にはエプソンも関わっているが、エプソンの主張する多くの機能は取り入れられなかった。そのため、エプソンは対抗的にPIM IIを展開。Exif Printもサポートしながらも、PIMの優位性を打ち出そうとする。
結果的には、サポートプリンターが限られるPIMよりも多くのプリンターで使えるExif Printが優勢となる。特に、あわせてデジタルカメラのシェアの多数を占めるキヤノン、ニコンの2社のカメラが対応していないため、利用できる（特にプリントの出来上がりを気にするハイエンド〜プロの）ユーザは限られている。ニコンは当初こそPIMをサポートしていたが、後にExif Printに切り替え、しかも出荷済みPIM対応カメラ数機種に対しファームウェア入れ替えでExif Print対応機に切り替える（PIMとの両対応にではなく、Exif Printだけの対応に、である）という対応を行った。その後もニコンはPIM協賛メーカに名を連ねているが、カメラでのPIM対応はそこまでである。後にPIMはさらにPIM IIIまでバージョンアップされているが、搭載されているデジタルカメラは少数である。

#### ロール紙
上記フチなし印刷の実現のために用意された機能であるが、単票紙よりも、給紙方向に対して上下端の画質低下が無い(単票紙だと給紙の関係で用紙の上下端において印刷解像度が落ちることがあったため、画質の低下が起きることがあった)、連続印刷時の給排紙速度が速くなる、一枚あたりのコストが低い、横断幕のような長尺印刷が可能というメリットがあった。
しかし、オートカッターが無い機種では一枚ずつ切り離すのが面倒（フチなし印刷の節で記載した旧来のやりかたと、結局手間がかわらない）、巻いた紙を使用するので出来上がったプリントに反りが出来るのが嫌われた、単票の写真紙の価格が下がった、などの理由で次第にサポートされなくなり、2015年現在、これをサポートするのはPF-70（専用のラベルシールのみ）、A3機とA4顔料機の最上位モデルだけである。他社の追随も見られなかった。

#### CD/DVDレーベル印刷
2000年10月に発売したPM-900Cに初めて搭載された機能で、レーベル面にマジックなどで書き込みが可能なCD/DVDメディアへ直接印刷をすることが可能となった。従来はCD/DVD表面に文字やイラスト等を印刷したい場合、専用のラベルに印刷しそれをディスク表面に貼り付ける必要があったが、このCD/DVDレーベル印刷機能によりラベル貼りが不要となった。徐々に対応機種が広がり、現在ではスキャナー複合機でも搭載されている。また、後にキヤノンなど他社製のプリンターでも同様の機能を取り入れるようになった。

#### スタンドアロン印刷機能
1998年に発売したプリントンPT-100（当初はカラリオブランドではなかった）にて、パソコンを使わずにデジカメで撮影した写真をプリンター単体で簡単、綺麗に写真を印刷する機能を搭載した。プリントンシリーズは2000年発売のPT-110B/Wまでで終わったがカラリオプリンターに統合され、2001年からのPM-790PTなど型番の後ろにPTを持つ機種、2003年からはPM-D750など型番の数字の前にDを冠する機種で展開された。また、小型なカラリオ・ミーシリーズ（2004年発売のE-100より開始）や、PM-A850以降のスキャナー複合機（コピー複合機）にもスタンドアロン印刷機能は引き継がれ、現在のEPシリーズにも続いている。低価格機では、PC利用時に比べ単体での印刷時に印刷解像度が低下したり、液晶画面がないため写真の選択がしづらいなどの制限が生じた。

#### インクカートリッジの残量管理機能
インクカートリッジにICチップを取り付けて、カートリッジ自体にインクの使用量を記録できるようにした。
従来のインクカートリッジには残量を記録する手段がなく、カートリッジを一度取り外した時点で残量のカウントがリセットされていた。そのため、使いかけのインクカートリッジを再装着するとインクカートリッジが完全に空になる恐れがあった。エプソンのプリンターが採用しているピエゾ方式では、ノズルの中に気泡が入ると正常にインクを吐出することができなくなり、最悪の場合は故障の原因となる。そのため、インクカートリッジが完全に空にならないように、多少のインクを残した状態で印刷機能を停止する必要があった。それ故、使用途中でのカートリッジの取り外しを禁じる必要があった。
ICチップを搭載してインク使用量を記録できるようにしたことで、カートリッジ内のインク残量を推定できるようになり、それによって使用途中でのカートリッジの取り外しや、使いかけのカートリッジの再取り付けが可能となった。ただし、インク残量そのものを直接把握・記録しているのではなくインク使用量を記録していること、また誤差を考慮しつつノズル内に気泡が入るのを防ぐ必要があることから、カートリッジがインクエンド状態になっても実際には中にインクが残るようになっている。

#### CD/DVDレーベルコピー
複合機のスキャナーを用いてCD/DVDのレーベル面を読み取り、PCを介さずにそのままCD/DVDレーベル印刷でレーベル面をコピーする機能。この機能が出る前は、スキャナーを用いてCD/DVDのレーベル面の画像をPCに取り込んだ後、CD/DVD印刷用ソフトを使って読み込んだ画像を配置して印刷しなければならなかった。この機能を用いれば操作の手間が省け、PCも立ち上げる必要もなくCD/DVDの印刷を行うことができ、非常に利便性が高かった。

#### 手書き合成シート
USBメモリーやフラッシュメモリーに保存された写真に、PCを使わずに複合機のスキャナーを用いて文字やイラストを合成して印刷する機能。
写真専用紙はサインペンなどで書きにくい素材でできているため、年賀状などの印刷時に便利である。

#### テレプリパ
PM-T990（2006年発売開始）よりサポートされた。地上デジタルテレビ放送のデータ放送により提供されるコンテンツを、家庭内LAN（無線/有線）を経由してテレビから直接印刷できる機能。“PM-T”から始まる複合機で標準対応する。非対応モデルでも、一部モデルに関しては別売のPA-TCU1を組み合わせることによりテレプリパの機能を付加することが可能であった。2016年現在の発売モデルではテレプリパには対応していない模様である。「テレプリパ」という言葉自体は、エプソン販売の登録商標（第5058215号）。

#### つよインク
2003年秋より印刷物の色あせがし難く保存性に優れているインクを採用し、「つよインク」というプロモーションを開始した。もともと高い耐光・耐ガス性（オゾンなど）をもつ顔料インクを採用した「顔料つよインク」、分子構造を改良して高い耐光・耐ガス性を実現した染料インクを採用した「染料つよインク」により、以前の機種よりも色あせに強くなった。現在はさらに改良されて、200年の耐久性を誇る「つよインク200（染料）」「つよインク200X（顔料）」となっている。ただし、200年の耐久性はエプソン独自の実験環境下によるものであり、しかも、エプソン純正の写真用紙を使用し、アルバムに保存した状態である。ユーザー個々の環境によっては大幅に耐久性が劣る可能性もあるので留意したい。
- つよインク200 - アルバム保存時200年、耐光性50年、耐オゾン性15年
つよインク200X - アルバム保存時200年、耐光性80年[11]/45年、耐オゾン性30年

### カラリオ・プリンター
- 型番の付け方はそのつど変遷している。染料機は当初MJ、6色染料機登場後はPMが追加される。その後は(MJ/PM)-xxx(C/PT/DU/PX)の定型でxxx部の数字により型番が決められ、末尾のアルファベットによりそのプリンターの特徴（C=カラープリンター/PT=プリントン/DU=PhotoPC Linkによりダイレクトプリント可能/PX=顔料インクを採用）を示していた。
- さらにその後(PM/PX)-(G/V/A/D/T/FA)xxxと型番のつけ方が変更となった。単機能プリンターにおいては頭のアルファベットと中間のアルファベットで搭載しているインクの種類（PX-G=8色顔料インク/PM-G=染料インク/PX-V=4色顔料インク）を示しているが、多機能プリンターでは頭のアルファベットはインクの種類（PM=染料/PX=顔料）、中間のアルファベットはプリンタに付随される機能(A=インクジェット複合機/D=ダイレクトプリンタ/T=テレプリパ搭載機/FA=FAX搭載機)を示している。
- 2008年10月以降の製品からは、(EP/PX)-xxx(なし/A/F、なし=単機能、A=複合機、F=FAX搭載機)に変更。染料インク搭載機がEPとなり、プリンターの機能を示すアルファベットが末尾に付いた。

#### 染料インク搭載機
MJ-500C/800C
1995年5月(500C）、6月(800C)発売。初めて「カラリオ」ブランドを冠したモデル。このときはMJシリーズの一般向けという位置づけであった。MJ-800Cは完全に720dpi対応であるが、MJ-500Cでも擬似的に720dpi相当まで印刷可能（セミ720dpi）。インクカートリッジはブラックだけ単独で、それ以外のカラー3色（CMY）は一体型カートリッジとなっていた。

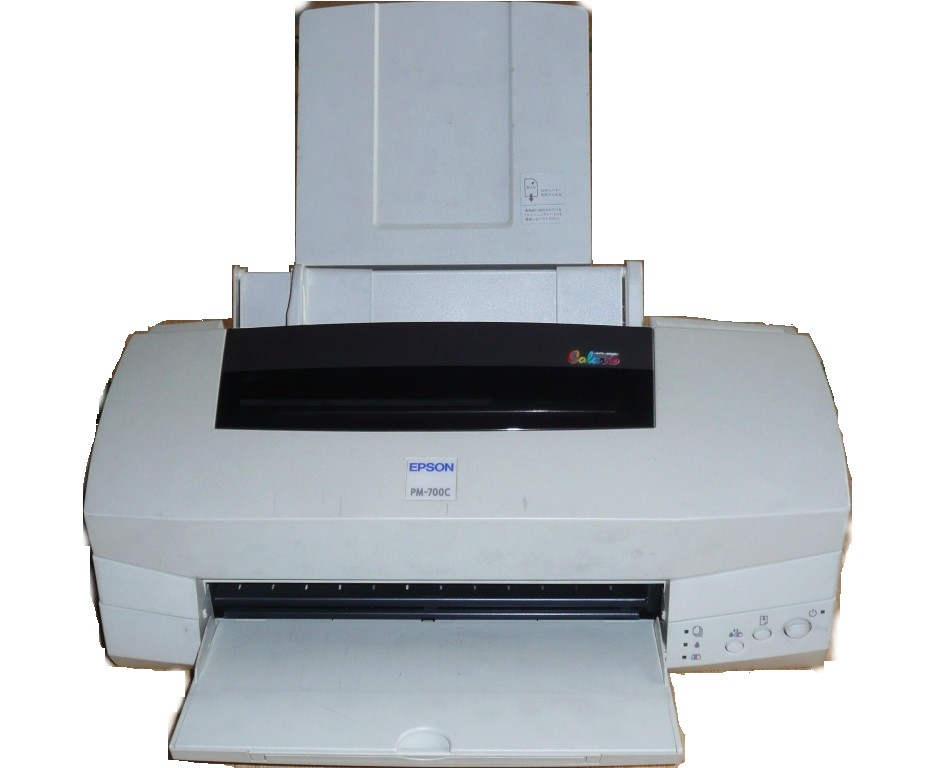
PM-700C
1996年11月発売。インクの粒子を大幅に極小化するノズルを搭載した新開発のインクヘッドにより、発売当時最高水準の720dpi×720dpiの高解像度と、従来の4色（CMYK）インクに補助色の「ライトシアン」「ライトマゼンタ」を加えた6色インクにより粒状性と階調表現力に優れたこの機種を、「超・写真画質」のキャッチコピーを売りにし発売した。家庭（個人）ユーザーでも手に届きやすい価格（メーカー標準小売価格59,800円）も相まって、後継機のPM-750C（1997年11月発売。さらなる高性能化で1440dpi×720dpiの高解像度・印刷スピードが向上した。）が発売になるまで累計売上台数約70万台を記録した。
PM-2000C
1997年9月、A3対応の家庭でも手の届きやすい価格(定価98,000円)として発売。1440x720 dpiの解像度、ブラック+5色一体型(シアン、マゼンタ、イエロー、ライトシアン、ライトマゼンタ)。以後、PM-2200C、PM-3000C、PM-3000C、PM-3500C、PM-3700Cとモデルチェンジを重ねた。
PM-770C
PM-770CはPM-750Cと同等の1440dpi×720dpiの高解像度に加え、当時世界最小6ピコリットルのドットサイズを実現している。ノズル数も倍化し、従来比1.5倍の印刷速度を実現している。また、従来機種では用紙下端に14mmのマージンが必要だったところを、上部、左右と同じ3mmのマージンに揃えた。これによって年賀状印刷により適したプリンタになっている。
PM-800C
PM-800CはPM-770Cと同等の解像度を確保し、更にインク滴を当時最小の4ピコリットルを達成する。
なお本機の一番の特徴は、トイレットペーパーのようなロール紙を用いて、印刷後自分で不要な上下をカットすることでフチなし印刷を可能にしたことといえる。家庭用プリンターでは、紙を押さえられない最上部、最下部の印刷品質の低下が避けられず、マージンとして確保する必要があった。本機では、そうした技術的な問題を、ロール紙という形で回避し、写真屋（DPE）にあるようなフチなし印刷を可能にした初めての機種といえる。
また、後期に発売されたPM-820CではA4幅のロール紙へのフチなし印刷に追加対応し、一部印刷において赤が黒っぽく印刷されるカラーマネージメント部分を改良しているとされている。
PM-900C
PM-900Cはインク滴サイズを最小2ピコリットル（正確には2.4ピコリットルと、後にITmediaで表明されている）を達成すると共に、インクジェットで難しいとされる暗の階調表現にダークイエローを追加。合計7色と多色化される（カートリッジはブラックおよびカラー6色一体型）。
また、昨年度に続きフチなし印刷を進化。A4カット紙における四辺フチなし印刷を可能にする。
さらに、ディスプレイが苦手とする鮮やかな緑（ライトグリーン）表現などを鮮やかにする、エプソンナチュラルフォトカラーを実装している。
インクジェットプリンターとして、初めてCDレーベル面への印刷をサポート。ただし、CD-Rプリントキットを別途購入する必要があった。
PM-920C
PM-900Cのマイナーチェンジ。PIMサポート。CD-R印刷に標準対応。カラリオ主力シリーズではカラー一体型インクカートリッジ最後の機種となった。
PM-950C
インク滴サイズの変更はないものの、解像度を倍の2880dpi×1440dpiにするなど、引き続き高画質化を進める。
このPM-950Cの前モデルであるPM-930Cからカラーインクに独立インクカートリッジが採用され、キヤノンがそれまで主張していた「独立インクではインクの無駄が無い」に追従。なくなったインクだけ交換できるというメリットが生まれたが、インク一体型であった従来機に比べ、インクコストはむしろ高くつくことになった。PM-900Cのカラー一体型カートリッジから採用された「ダークイエロー」インクは独立インクカートリッジになってからも継続された。
ポンプユニット不良発生によりリコール対象となっている。
PM-970C
PM-970Cは2880dpi×2880dpiという超高解像度に到達。プリントヘッドが従来比2倍のノズル数となることにより、より高速化しているモデルである。これに合わせ、最高画質モードにて、MSDT(複数のインク滴サイズを打ち分ける技術)の採用を見合わせた、近年カラリオでは非常に珍しい機種の1つ。
これに加え、インク滴サイズも最小2plから最小1.8plへ改良されている。
なお、CD-R印刷機能についても改良が加えられており、従来はCD-Rを背面から挿入しなければならなかったり(PM-900C/PM-920C)、本体前面から挿入できてもCD-R印刷用のトレイガイドを本体前面に装着してからCD-Rを専用トレイにセットしてから挿入しなければならず、かさ張るトレイガイドの保管場所と共にCD-R印刷を煩雑なものとしていたが(PM-950C)、PM-970Cより、排紙トレイ部分がトレイガイドとして機能するようになり、レバー操作とCD-Rをトレイに載せるだけの簡単な操作を実現した。レーベルトレイを正しい位置に合わせる、光学式の自動位置合わせセンサも搭載し、厳密な位置合わせを手軽に実現している。この機種の段階でCD-R印刷機能は成熟したと言える。
PM-980C
2003年5月発売。従来はできなかった最高画質時の四辺ふちなし印刷を可能にし、給紙時の騒音を緩和する静音給紙モードを搭載するなど、970Cの弱点を改善した。この機種を最後にダークイエローインクは姿を消し、2014年9月現在も復活していない。
PM-G800
2003年10月発売。最小インク滴は1.5plとなり、インク滴サイズを打ち分けて高速化するMSDTを装備。
PM-G820/G720
2004年10月発売。印刷解像度が5760×1440dpiにまで到達。G820はA4染料機でこの機種を最後にロール紙をサポートしていない。
PM-G730
2005年10月発売。「オートフォトファイン!EX」「純正写真用紙」「つよインク」の3つを組み合わせにより実現する写真印刷品質を、「EPSON Color(エプソンカラー)」というブランドとして展開。
PM-G850
2006年10月発売。耐色性に優れた「つよインク200」が新たに搭載され、写真の保存性能が向上した。また、インク滴サイズを打ち分けて高速化するMSDTも強化され、Advanced-MSDTとなった。
PM-G860
2007年10月発売。従来とは異なり黒い本体にスクエアデザインを採用。G850から印刷速度が向上した。
EP-301/302/4004
301は2008年10月、302は2009年10月に登場したモデル。前世代のG860と比較してオートフォトファイン!EXが強化されたが、印刷性能は同等である。302で本体デザインが若干変更された。2012年2月発売のEP-4004はEP-302のA3ノビ対応機だが、無線LAN機能とPictBridge端子が追加されている。
EP-306
2013年9月発売。染料インクを搭載したA4対応の単機能モデルに新モデルが登場するのはEP-302以来約4年ぶりとなる。ホワイトボディの新デザインとなり、奥行はEP-302比49mm長くなったものの、EP-302に比べて幅60mm・高さ46mm短くなったことでコンパクト化された。無線LANに標準対応するのはもちろん、「Epson iPrint」にも対応し、スマートフォンやタブレットからのプリントも可能となり、PictBridge端子も装備された。また、異なるサイズの用紙を同時にセットできる前面2段給紙+厚紙も印刷できる背面1枚手差し給紙の3way給紙方式になったうえ、自動両面印刷も可能となった。インクカートリッジは2012年秋発売の染料インク搭載・A4対応多機能モデルから採用している70番・70L番（増量タイプ）インクとなった。
EP-50V
2017年11月発売（染料インク搭載の単機能モデルの新機種発売は約4年2ヶ月ぶり）。「EPSON ClearChrome K2インク」を搭載した「カラリオ V-edition」で初のA3ノビ対応印刷専用モデル。インクカートリッジをEP-879A系/880A系同様に横配列にしたことでEP-4004に比べて横幅が短く、高さが低くなり、コンパクト化。また、印刷専用ながら2.4型カラー液晶パネルが搭載されており、インク残量や各種設定がプリンター本体で確認・操作が可能なほか、後述するEP-879A系から導入されている「メンテナンスボックス」も採用された。
EP-315
2023年2月発売。約9年5ヶ月ぶりの新モデルとなるA4対応単機能モデルで、EP-306後継となる。「Wi-Fi Direct」やスマートフォン・タブレット専用アプリ「Epson Smart Panel」に対応した。

#### 顔料インク搭載機（高品位）
高品位の顔料インク搭載機についてはMAXARTの項目も参照されたい。
PM-4000PX
初めて顔料インクを搭載したモデル。それまでにも顔料インクを搭載したプリンターは存在していたが、特定の色のみに限定していたり、光沢感を持たせることが出来なかったが、インクを均一化し、吸着性の高い樹脂コーティングを行った「PXインク」を採用（専用インクカートリッジ（23番）にはつよインク200Xと記載）。従来の6色インク(CMYKおよびLC・LM)ではブラックインクで表現しきれない「薄い黒」についてカラーインクを薄く吹き付けることで対応していた。これはしばしば色転びを引き起こしていたが、PM-4000PXではグレーインクを採用することでこれを低減させた。黒インクには透明感のある「フォトブラック」と不透明の「マットブラック」の2種類が用意され、印刷時の用紙設定によりどちらか一方が使用される。A3ノビまで対応。
なお、PM型番の顔料インク搭載機はこれが唯一で、以降はPXとして独立した型番となる。
PX-G900/G920/G930/G5000
PX-G900は、染料インク機のPM-970Cより劣る2880dpi×1440dpiに解像度を落としたものの、最小インク滴サイズを1.5plまで極小化したプリンター。PM-4000PXで採用された「PXインク」の改良型である「PX-Gインク」を採用し、カラーインクにはCMYに加え、補助色としてブルーとレッドが用意された。それらに加えて光沢感を補う透明なインク「グロスオプティマイザ」を搭載することにより、光沢感を持つ写真印刷を実現した。その後印刷解像度の高精細化（5760dpi×1440dpi）などを重ねPX-G920、PX-G930となっている。なおPX-G930は2006年に発売されたが、2015年3月現在、後継機となるA4サイズの顔料高品位モデルは発売されていない。PX-G5000はPX-G920のA3ノビ対応機。
PX-G5100/G5300
PX-G5000の後継モデル。G5300ではインクが53番になり、8色顔料（7色＋グロスオプティマイザ）という構成は変わらないものの、肌色の再現に重点を置くためブルーインクの代わりにオレンジインクが採用されている。PictBridge端子を初めて装備している。
PX-7V
PX-G5300の後継モデルで2011年9月に発売された。「7V」という特殊な品番を持ち、カラリオブランドではあるがプロおよびハイアマ写真家向けの「プロセレクション」に分類されている。PX-G5300で採用されなかったブルーインクが復活し9色顔料（8色＋グロスオプティマイザ）のインク構成となった。ただしカートリッジ装着部とノズルは8色分しか用意されておらず、ブルーインクとマットブラックインクが排他使用する形になっている。このため、マット印刷時にはブルーインクが使えない。インクカートリッジ品番『66番』は本機専用。

#### 顔料インク搭載機（低コスト）
PX-V700/V600
4色の顔料インク「PX-Vインク」を採用した、低価格帯に位置するモデル。2003年2月発売。解像度は1440dpi×720dpi、ノズル数は黒180、カラー59×3。モノクロ印刷が速く、大容量黒インクを搭載するなど、ビジネス利用もにらんでいた。
PX-V600は2003年10月に発売されたPX-V700の後継モデル。印刷解像度は2880dpi×720dpiに引き上げられたが、黒インクは小さくなってしまった。
PX-V500
2004年2月発売の普及機。黒ノズル90、カラー29×3に削減されている。
PX-V630
2005年10月発売のPX-V600の後継モデル。印刷解像度が5760dpi×1440dpiに引き上げられた。
PX-V780/101
PX-V630の後継モデル。2007年10月発売。白い本体に、従来モデルとは異なるスクエアデザインを採用。モノクロ高速印刷に特化し、黒インクを2本使用することでレーザープリンターなみの速度を実現。
PX-V780の後継モデルであるPX-101（2008年10月発売）では、排紙トレイの仕様を変更した。
PX-201
2008年10月発売。EP-301に似た、黒いスクエアデザインを採用。PX-101と同様にモノクロ高速印刷に対応しているが、標準サイズの黒インク2本を使用するPX-101に対し、PX-201は2本分の量が入った大容量黒インクを1本使用する仕様に改められた。エンジンはPX-502Aと同等のもので、PX-101に比べるとカラー印刷も速くなっている。また、カラーインクがなくなっても黒インクだけで5日間印刷を続行できる「黒だけでモード」を搭載。有線/無線LAN対応。
PX-1001/1004
2009年7月発売。A3ノビ対応機種。4色顔料機。高速MACHヘッドを採用。高速モノクロ印刷が可能。
PX-1004は2011年9月発売の後継機種。
PX-203/204
2010年10月発売。前面給紙・自動両面印刷・有線/無線LANに対応。エンジンはPX-503Aと同等のもの。最大250枚の用紙のセットが可能。
PX-204は2012年2月発売の後継機種。
PX-205/105
2012年9月発売。PX-205はPX-204の後継機種。印刷性能はPX-504Aと同等で、A4印刷時で6万ページの高耐久性を実現。PX-105はPX品番の単機能モデルにおいて新たに設定されたエントリーモデル。印刷性能はPX-435Aと同等で、無線LANを標準搭載し、A4印刷時で5万ページの高耐久性を実現。
PX-S5010
2018年10月発売（顔料インク搭載の単機能モデルの新機種は約6年ぶり）。PX-1004の後継にあたるA3ノビ対応機種。PX-1004に比べて横幅が短くし、高さを抑えたことでコンパクト化。有線/無線LANに標準対応し、Wi-Fi 5GHzにも対応。操作パネルは2.4型カラー液晶が搭載されたチルト式となり、紙詰まりなどのトラブル対処や操作方法を本体の画面上で確認が可能なガイダンス機能も搭載された。給紙は背面トレイ（最大50枚給紙可能）だけでなく前面に用紙カセット（A4サイズまで、最大200枚給紙可能）も装備された2way給紙となり、「メンテナンスボックス」も採用。「高速MACHヘッド」が搭載されたことにより、カラープリントの速度はPX-1004の約2倍（約5.5ipm→約11ipm）にスピードアップされた。
PX-S505
2023年2月発売（顔料インク搭載の単機能モデルの新機種は約4年4ヶ月ぶり）。PX-105の後継である。染料モデルのEP-315同様、「Wi-Fi Direct」や「Epson Smart Panel」に対応。また、PX-105のブラックボディからホワイトボディとなった。

### マルチフォト・カラリオ
スキャナーとの複合機プリンターのシリーズ。2003年発売のPM-A850より始まった。2010年秋発売のEP-903F/903A/803A/803AW/703Aシリーズまでは、「マルチフォト・カラリオ」のブランド名を冠していたが、翌年のEP-904F/904A/804A/804AW/804AR/774A/704Aシリーズからは「マルチフォト」が抜けた「カラリオ」または「カラリオ・プリンター」のブランドに変わっている。

#### 染料インク搭載機
PM-A850
PM-A850はプリンタ・スキャナ・コピー・ダイレクトプリントの1台4役を実現したインクジェット複合機である。前述のPX-G900と同時の2003年10月に発売された。写真画質に力を入れた複合機の先駆けとして、市場で好評を博した。それまでの複合機はコピー主体での使用が前提となっており、搭載インク数が4色であったり、L判写真印刷に非対応であったりしたが、搭載インク数を6色まで増やし、カラー液晶ディスプレイを標準搭載したことにより、写真印刷が高画質化し、パソコンを使わないダイレクトプリントもサポートし、プリントンシリーズを包含した。
PM-A900/A870
2004年10月に発売。PM-A900は、PM-A850の上位後継モデルとして登場したインクジェット複合機である。前年春に登場したPM-D1000と同様の、インクカートリッジとプリントヘッドを分離したオフキャリッジ方式により、メンテナンスの手間軽減(インクカートリッジを本体手前から交換できる)、印刷時に発生する振動の軽減を実現している。
新機能としては、手書き合成機能が挙げられる。デジタルカメラの写真と、手書きした内容をプリンター本体のみで合成し印刷する機能となっており、手書き文字を入れたオリジナル写真付き年賀状を作成することが出来る。また、CDレーベル面のコピー印刷も可能となり、レーベル面も含めたCDの複製（CDの記録内容に関してはPCで行う必要がある）を簡易にした。
PM-A870は、PM-A850の後継モデルである。基本性能は変わっておらず、ボタン改良による操作性向上や製造コストの低価格化の小改良にとどまる。
PM-A950/A890
2005年10月に発売。PM-A950はPM-A900の後継モデルとして登場したインクジェット複合機。基本設計に大きな変更は無いが、印刷パス数（ヘッドが行き来する回数）の最適化により印刷速度を高速化したモデルとなる。この年より自動画像補正のオートフォトファイン!6がバージョンアップし、オートフォトファイン!EXとなる。顔判別機能による逆光補正や色彩補正により、積極的に画像を補正するようになった。
この「オートフォトファイン!EX」、「純正写真用紙」、「つよインク」の3つを組み合わせにより実現する写真印刷品質を、「EPSON COLOR(エプソンカラー)」というブランドとして展開し始める。
PM-A890はPM-A950と同様、「EPSON Color」に対応。印刷速度も高速化している。前モデルPM-A870の弱点であったCD-Rレーベル印刷機能を搭載し、機能の死角を減らしている。これにより、上位モデルとの機能差が縮まった。
PM-T990/A970
PM-T990/A970はPM-A950の後継モデル。2006年10月発売。CD/DVDコンボドライブを搭載し、カードスロットに挿入されたデジタルカメラのメモリーカードの写真データを、CD-R/RWにダイレクトで保存可能になったモデル。T990は有線/無線LAN対応。従来のモデルでも、USB端子に対応のCD-R/RWドライブやMOドライブを接続すると、メモリーカードの写真データをバックアップすることが可能であったが、今回のモデルから本体内に搭載されることとなった。これにより、“パソコンは使えないがデジタルカメラを使いたい”という層に、撮影・印刷・保存・焼き増しまでをフルサポートできるようになった。
なお、インク滴サイズを打ち分けて高速化するMSDTが強化され、Advanced-MSDTとなった。従来はインク滴サイズを3段階で打ち分けていたところを、5段階の打ち分けとすることにより、印刷画質を落とさずに印刷速度を向上している。
また、新たに耐色性に優れた「つよインク200」が搭載された。従来つよインクでは耐光性20年、耐オゾン性10年、アルバム保存年数100年のところ、耐光性50年、耐オゾン性25年、アルバム保存年数200年となり、写真の保存性能が向上した。
さらに、カードダイレクトの写真プリントを高速化する、高速画像処理エンジン「REALOID」が搭載された。従来は、ダイレクトプリント時に写真データをプリントデータに変換する処理に時間がかかり、カタログのスペックよりも速度が遅くなってしまったり、印刷解像度を落とすことにより処理を省略して遅くなってしまうのを防止していたりしたが、この処理チップ搭載により、PC接続時と同等の速度・画質を実現している。
PM-A920/A820
2006年10月発売。Advanced-MSDT、つよインク200はT990/A970と同様。A920は従来の背面給紙に加え前面給紙カセットを採用し、オプションで自動両面印刷にも対応する。
PM-T960/A940/A840
2007年10月に発売。A920の後継としてT960/A940を、A820の後継としてA840を2007年10月に発売。それぞれ前モデルから印刷速度やオートフォトファイン!EXが向上したほか、T960では有線/無線LANおよび自動両面印刷に標準で対応。
EP-901F/901A/801A・PM-A840S
2008年10月に発売されたモデル。従来モデルとは一線を画したデザインを採用。901F/901A/801Aはオフキャリッジ方式と前面二段給紙トレイにより大幅な小型化とユーザービリティの向上を実現した。新型のヘッドを採用し、起動時に自動で目詰まりをチェックして必要があればクリーニングする機能を新搭載した。また、インク交換時の充填も全色でなく交換した色のみ充填するようになり、無駄なインク消費が抑えられている。EP-901F/901AにはADF（オートドキュメントフィーダ）と有線/無線LAN機能、タッチパネル機能を搭載、加えてEP-901FのみFAX機能を搭載している。オプションで自動両面印刷にも対応する。A840SはA840の小改良版。
これらと同時期に登場したモデルより、染料機はPMからEPとなった。CCDスキャナを搭載するモデルはなくなっている。
EP-902A/802A/702A
802Aは2009年9月、902Aは2009年10月発売。902A/802Aで新たに有線/無線LAN機能に標準で対応したほか、給紙機構に小改良があり、純正フォト光沢紙に新たに対応した。また天板にドットパターンテクスチャを施し、指紋や汚れが付きにくくなっている。702AはA840Sの実質的後継で、従来の機構をEP系のボディに載せ換えたものである。オンキャリッジ方式、背面給紙、有線/無線LAN機能はオプションで対応、自動両面印刷は非対応。
EP-903F/903A/803A/803AW/703A
2010年9月発売。操作手順に応じてその時に使えるボタンだけを点灯させることで目的の操作にガイドする「カンタンLEDナビ」を新搭載。903はプリンターと接続したHDDなど外部ストレージとの共有機能が搭載された。803は普及型では初の2色（803A…ブラック・803AW…ホワイト）のバリエーションが用意されている。またヘッドの素材を改良し、紙粉を付きにくくすることで目詰まり防止動作を少なくする等内部が改良されている。今回から小容量・低価格タイプのインクが新たに用意された（51番。形状は50番と同じで用途に応じて混合も可能）。
EP-904F/904A/804A/804AW/804AR/774A/704A
2011年秋モデル。904系と804系にはメモリーカードを挿入する、原稿カバーを開けるなどといった操作を行ったときに液晶画面に関連したメニューだけが表示される「先読みガイド」を新搭載したほか、コピーやスキャンをした後に原稿を取り忘れた時にアラーム音で知らせる「原稿取り忘れ通知」や、設定した用紙サイズとプリンターにセットされている用紙サイズが異なる場合には液晶画面で知らせる「印刷前の用紙サイズチェック」で構成される「うっかり防止アラート」も搭載。さらに、スマートフォンやタブレットからプリントができる「EPSON iPrint」やプリンターにメールアドレスを設定してメールを送るだけでソフト・ドライバー不要でメール本文や添付ファイルをプリントできる「メールプリント」に対応した。804は前機種の803からのブラック、ホワイトに加え、新色のレッドを加えた3色展開となる（804A…ブラック、804AW…ホワイト、804AR…レッド）。また、804Aから無線LANをオプションに変更するなど一部機能を省略化した774Aを新設した。
EP-905F/905A/805A/805AW/805AR/775A/775AW/705A
2012年秋モデル。905系・805系は、数年ぶりにインクカートリッジをオンキャリッジとし、給紙トレイや用紙排出機構などの薄型やメイン基板の小型化を行ったことで、前機種（804系はオプションの自動両面印刷ユニットを装着した場合）に比べて約40%の大幅な小型化を実現。さらに、液晶画面がタッチパネル式となり指でスライドさせることでスクロールできるフリック操作に対応したほか、無線LAN搭載のスマートフォンやパソコンなら、無線アクセスポイントがなくても直接無線で接続できる「Wi-Fi Direct」に対応。905F/905Aにはさらに自動両面ADFを搭載したことで両面コピーや両面スキャンが可能となった。805A/805AW/805ARは自動両面印刷ユニットを標準搭載。905F/905A/805A/805AW/805ARでは紙の厚さなどの関係で従来顔料高品位モデルでしか使用できなかった超高級ファインアート紙「ベルベットファインアートペーパー」も使用可能となった（ただしこの用紙はもともと顔料プリンター向けに開発された用紙であり、耐水性には劣る）。775は無線LANに対応してコンパクト化を実現。カラーバリエーションにはホワイトを追加した（775A…ブラック、775AW…ホワイト）。併せて、705Aを除くすべてのモデルでインクカートリッジも小型化され、70番に刷新された（増量タイプの70L番も設定される）。705Aをもって背面給紙のみ搭載しているマルチフォト・カラリオ（廉価機を除く）は姿を消した。
EP-976A3/906F/806AW/806AB/806AR/776A/706A
2013年秋モデル。本モデルではコンパクトボディでありながら手差し給紙でA3サイズまで印刷できる976A3を新設。これまでのA3対応プリンターの本体サイズでは設置スペースの確保が難しい場所にも設置が可能で、普段はA4サイズで印刷しながら、学習用教材・資料や大きな写真など、必要に応じてA3サイズでのプリントが可能である。また、スキャナ解像度は906Fと同等レベルとなる4800dpiの高画質仕様となっている。そのほか、新モデル全機種で「静音モード」が本体の操作パネルからでも設定ができるようになったほか、FAX搭載モデルの906Fは液晶画面でプレビューを確認してから送信でき、受信時でも必要なファクスのみを印刷できる「見てからFAX送信」・「見てからFAX受信」を追加。776Aは「Wi-Fi Direct」に対応し、赤外線通信機能を追加。706Aは新デザインとなり、背面給紙から前面2段給紙に変更し、インクカートリッジを他の染料インク搭載機種と同じ70番としたことで前機種の705Aに比べて約36%小型化され、背面にピッタリ設置できるようになり、無線LAN（「Wi-Fi Direct」を含む）に対応した一方、液晶サイズはPX-436Aと同じ1.44型に縮小され、赤外線通信機能が非搭載になった。また、前機種同様3色のカラーバリエーションがある806A系を除き、カラーはホワイトに刷新された。
EP-977A3/907F/807AW/807AB/807AR/777A/707A
2014年秋モデル（2014年9月発売）。新しい「マイクロピエゾヘッド」を搭載（ヘッドの変更に伴い、インクカートリッジが80番/80L番(増量タイプ)に変更）。セットした用紙のサイズと種類を本体に登録できる「用紙サイズ登録」を新搭載し、プリント時の設定内容と本体に登録された用紙サイズ・種類が異なっていないかを確認することができるようなり、既搭載の「印刷前の用紙サイズチェック」との二重のチェック体制に強化した。977A3・907F・807A系はタッチパネル式液晶ディスプレイを4.3型ワイドに大型化し、画面の背景色を本体色同一とすることで統一感を演出。排紙トレイだけでなく用紙トレイも自動オープン、操作パネルも前回電源オフ時の角度まで自動チルトする「パネルポジション記憶機能」により、準備作業を簡素化した。また、給紙トレイを開けると液晶ディスプレイ上に用紙のセット方法を表示する「用紙セット方法表示」機能を追加した。977A3と807系は印刷データが送信されると起動・排紙トレイオープン・操作パネルチルトまで全自動で行う「自動電源オン」も搭載された。977A3は給紙精度の向上により、A3サイズの写真印刷が976A3比約1.5倍高速化された。
EP-978A3/808AW/808AB/808AR
2015年秋モデル（2015年9月発売）。自動色補正機能の「オートフォトファイン!EX」を改良し、風景モードの暗部の階調性を向上（なお、改良型「オートフォトファイン!EX」を使用するには「E-Photo」や「EPSON iPrint」を最新バージョンにアップデートする必要がある。また、2014年秋モデルでも同様のアップデートを行うことで改良型「オートフォトファイン!EX」を使用できるが、改良型「オートフォトファイン!EX」によるダイレクトプリントは非対応である）。また、NFC接続に対応したほか、最上位機種EP-978A3に搭載されている作品印刷機能がEP-808系にも搭載された（EP-808系では色補正一覧印刷が非対応となる）。
EP-10VA
2015年10月発売。フラッグシップモデルとして新設されたモデルで、印刷の基本色であるシアン・マゼンタ・イエロー・ブラックに、レッドとグレーを加えた新6色染料インク「EPSON ClearChrome（クリアクローム） K2インク」を搭載するとともに、写真愛好家向けの「プロセレクション」シリーズに採用されているマンセル色彩研究所との共同開発による色生成テクノロジー「LCCS（論理的色変換システム）」を「カラリオ」で初めて全面採用し、滑らかな階調性と高い色再現性で安定画質を実現した。また、前面2段給紙に加え、背面給紙は普通紙で最大10枚まで、専用紙でも最大5枚までの連続給紙が可能である。
2016年1月には作品づくりなどで写真のプリントボリュームが高いユーザーに向けた新シリーズ「カラリオ V-edition」の1号機として移行。併せて、インクカートリッジを新仕様の「ヨット」シリーズ（YTH型番）に変更した。
EP-708A
2016年1月発売。EP-707Aの後継モデルで、EP-978A3やEP-808A系で先行採用された改良型「オートフォトファイン!EX」を採用（ダイレクトプリント対応）。主要機能やスペックはEP-707Aと同等だがソフトウェアCD-ROMが同梱されなくなり、ドライバや追加ソフトウェアのインストールにインターネット環境が必要となった。
EP-979A3/879AW/879AB/879AR/709A
2016年秋モデル（979A3と709Aは2016年9月発売、879A系は同年10月発売）。全機種でコピー機能を強化し、コピー原稿に入っている紙地の色を検出して自動的に消去して印刷する「背景除去機能」、細く認識しづらい線を強調して印刷する「細線強調機能」（979A3・709Aはドライバーの設定により可能）、小さい文字の印刷を強調する「文字くっきり機能」を搭載した。
808A系の後継となる879A系はデザインを一新し、柔らかな曲面で包み込んだラウンドコーナーデザインを採用するとともに、インクカートリッジの配列を横配列にしたことで、横幅を808A系に比べて41mm短くなり、コンパクト化。ボディ全体をマット仕上げとし、天面はホコリや傷がつきにくく、一時的な置き場としても使用可能なドットマットシボを採用。SDメモリーカードを差したままでフロントパネルを閉じることが可能となり、ドキュメントカバーの堅牢性を向上。スキャナーユニットの構造も刷新した。また、電源ON時やヘッドクリーニングの際の稼働音を改良し、周波数の高い部分をカットすることで耳障り音を軽減する「ソフトノイズ設計」を採用。インクは緑の再現領域を拡大した新型の「クマノミ」シリーズ（KUI型番）となり、タッチパネル式ディスプレイは2.7型に小型化されたものの、文字の階調性向上・設定画面のビジュアル化・操作ボタンのアイコン化によって視認性・操作性を向上した「直感タッチパネル」となった。また、ホーム画面の背景色を3色から設定できるほか、ヘルプメニューは項目見直しと内容拡充を行った。また、前述したように「メンテナンスボックス」を採用した最初の機種となる。
979A3はA3原稿を2つ折りにして2回スキャンすることでパソコンなしでもA3サイズコピーが可能なA3原稿コピー機能を新搭載。709Aは印刷速度を向上し、インクは新型の「イチョウ」シリーズ（ITH型番）となった。
EP-30VA
2016年10月発売。2015年秋モデルのEP-808ABのボディ（ただし、デザインは本機種用に変更）をベースに、EP-10VA同様に「EPSON ClearChrome K2インク」を搭載した「カラリオ V-edition」のA4対応モデル。撮影情報付き印刷で機能追加を行い、プリンター名と印刷品質（印刷品質はA4サイズ1面印刷時のみ対応）を追加して12項目となった。
EP-880AW/880AB/880AR/880AN/810AW/810AB/710A
2017年秋モデル（810A系と710Aは2017年9月発売、880A系は同年10月発売）
810A系は2014年9月発売の777A以来となる2.7型カラー液晶搭載モデルで、777Aでは非搭載だった背面手差しトレイを新たに搭載。チルト機能付の操作パネルは静電式ボタンを採用してフラット化され、メニュー画面はアイコン表示を採用して一新。また、777Aではホワイトのみだったカラーバリエーションは、775A以来となるブラック（EP-810AB）が追加されて2色展開となった（なお、使用インクはEP-709Aで登場した「イチョウ」シリーズとなる）。710Aは810A系同様に操作パネルのボタンが静電式となってフラット化され、メニュー画面はアイコンを採用するなどの変更が行われた。
880A系は「直感タッチパネル」が4.3型ワイドに大型化され、それに伴って文字サイズが拡大され、写真の全画面表示に対応。用紙トレイはガイドに横幅を合わせるだけで給紙が可能なように改善された。カラーバリエーションは、879A系から継続設定されるホワイト（EP-880AW）、ブラック（EP-880AB）、レッド（EP-880AR）に加え、本体をホワイト・天面をベージュとしたツートーン仕様のニュートラルベージュ（EP-880AN）が加わり、4色展開となった。
EP-881AW/881AB/881AR/881AN/811AW/811AB/711A
2018年9月発売。全機種共通で「Wi-Fi Direct」の接続手順が簡素化され、iOS 11以降のiPhoneでは本体のディスプレイに表示されるQRコードを標準カメラアプリで読み取ることで接続が可能となった（Androidスマートフォン/タブレットの場合はアプリケーションで認識されるプリンターを選択することで接続可能）。また、フチなし吸収材のエラーが発生しても、フチなし印刷以外の機能であれば継続して使用が可能なように改善された。
また、881A系はブラック（EP-881AB）とレッド（EP-881AR）において表面の仕上げを880A系のマットから光沢へ変更（ホワイト(EP-881AW)とニュートラルベージュ(EP-881AN)はマット仕上げを踏襲）。811A系は操作パネル下の手掛けをフラット形状に変更された。
なお、881A系は対応インクが変更となり、新型の「カメ」シリーズ（KAM型番）となった。
EP-982A3/882AW/882AB/882AR/812A/712A
2019年8月発売。全機種共通でスマートフォンからプリンターの操作が可能なアプリ「Epson Smart Panel」に対応したほか、「オートフォトファイン!EX」機能に白飛びと黒つぶれしたエリアを補正する「逆光モード」を追加。普通紙でも色鮮やかなプリントを可能にする「色鮮やかモード」も搭載された。
2016年モデルを継続販売していた979A3の後継機である982A3は2018年モデルで搭載されたQRコードの読み取り接続やフチなし吸収材エラー発生時にフチなし印刷以外の機能の継続使用が可能になったほか、無線LANはWi-Fi 5GHz（IEEE802.11a/n/ac）にも対応し、「交換式メンテナンスボックス」が新採用された。なお、スキャナー解像度（主走査）は1200dpiにスペックダウンされた。
882A系と812Aはカラーバリエーションがそれぞれ絞り込まれ、882A系はホワイト（EP-882AW）、ブラック（EP-882AB）、レッド（EP-882AR）の3色に、812Aはホワイトのみとなった。
812Aと712Aは対応カートリッジが変更となり、6色すべて装着すると「純正」の文字が浮かぶ「サツマイモ」シリーズとなった。
EP-883AW/883AB/883AR/813A/713A
2020年10月発売。全機種において、スクエア用紙に対応した。
EP-884AW/884AB/884AR/814A/714A
2022年2月発売。仕様表に記載のプリンタードライバーの対応OSが日本語版WindowsはWindows 11に対応。macOSが10.9.5以降の対応に変更になった程度で、製品自体のスペックは2020年10月発売モデルの883A系・813A・713Aに準じる。
EP-885AW/885AB/885AR/815A/715A
2022年10月発売。プリンター本体に使用されているプラスチックの一部にリサイクル素材を使用。ホーム画面のデザインが変更され、885A系と815Aは機能ごとにアイコンを色分け、715Aはフリップ式UIのカラーが変更された。スマートフォンアプリ「Epson Smart Panel」のアップデート版に対応。製品自体のスペックは2022年2月発売モデルの884A系・814A・714Aに準じる。
EP-886AW/886AB/886AR/816A/716A
2023年10月発売。886A系と816Aは使用頻度が高い機能を最大3つまでホーム画面に登録・入替が可能で、ワンタッチで目的の機能にたどり着くことが可能な「らくらくモード」を搭載。716Aは715Aから製品上のスペックの変更はない。
EP-887AW/887AB/887AP/817A/717A
2024年10月発売。全機種共通で「お手入れメニュー」から調整パターンを1枚印刷してスキャナーに読み込ませることで、画質調整を自動実施してノズル抜けや横スジ、ぼやけなどの印字トラブル解決を容易化させる「半自動画質調整機能」が搭載された。887A系は前面パネル周りの凹凸を無くしてフラット化された新デザインとなり、886A系まで設定されていたレッドに替わり、プリンターでは珍しい緑系の新色ピスタチオグリーン（EP-887AP）が追加された。
また、対応インクが変更となり、887A系は「カニ」シリーズ（KNI型番）、717Aと817Aは「カキゴオリ」シリーズ（KAK型番）となった。

#### 顔料インク搭載機
PX-A550/A650
PX-A550は2004年10月発売。プリンタの解像度は5760dpiとCC-600PXと比べて向上したが、スキャナの素子がCCDからCISに変更になり、解像度も600dpiとCC-600PXよりも低下した。インクは4色で，ノズル数は黒90、カラー90×3。
PX-A650は2005年10月発売。スキャナの解像度を1200dpiに上げ、メモリーカードなどからのダイレクト印刷を可能にしたモデル。
PX-A720/A620
このモデルより「つよインク200X」を搭載。PX-A720は2006年10月発売。PX-A650の基本性能に加え液晶ディスプレイを搭載したモデルで、従来一度オーダーシートを印刷して行っていたダイレクト印刷を画面上で行うことが可能となった。
PX-A620は2007年2月に発売された普及機で，カラーノズル数が29×3に削減されカラー印刷が遅い。インク滴サイズが4plと大きい。
PX-A740/A640
PX-A740はPX-A720の後継モデルで2007年10月発売。ヘッドのノズル数は同じだが駆動周波数を上げることで印刷速度が若干速くなっている。PX-A640は2008年2月発売でPX-A620の後継モデルであるが、PX-A740との相違点は液晶ディスプレイとダイレクト印刷方法、コピー機能のみで基本性能は同一である。
PX-501A/401A
PX-A740/A640の後継モデル。2008年10月発売のPX-501AがPX-A740をほぼそのまま継承しているのに対し、2009年2月発売のPX-401Aは2世代前のA620に近い印刷性能となっている。
PX-FA700
カラリオシリーズ初のFAX複合機で、ADFを搭載している。その他の機能はPX-A740と同一。
PX-601F/602F
PX-FA700の後継モデル。PX-601Fは2009年発売2月発売。デザインはEP-901Fに似ているが、給紙方法は背面給紙となっている。黒だけでモードおよび有線/無線LAN対応。ノズル数は黒384、カラー128×3。スキャナの解像度は2400dpiとなった。PX-602Fは2010年2月発売で、PC FAX機能を搭載している他は601Fとほぼ同じ。
PX-502A/402A
2009年10月発売。502Aは印刷機構が601Fと同等の性能となり、モノクロ高速印刷、黒だけでモード、有線/無線LAN対応である。402Aはほぼ変更なし。
PX-503A
2010年9月発売。新型エンジンを搭載し、前面給紙・自動両面印刷に対応したのが大きな特徴。給紙カセットに最大150枚セットできる。
PX-673F/603F/403A
2011年2月発売。前面給紙・自動両面印刷に対応した。673Fは大容量2段カセットで500枚、603Fは1段で250枚の普通紙を収納可能。インターフェイスはUSB2.0およびIEEE802.11b/g/n無線LAN、Ethernet。673Fには「カンタンLEDナビ」を搭載。403Aは402Aの後継機で、背面給紙のままインクが46系から62系になった他スキャン機能が強化されている。またPCからの操作で静穏運転モードが使用可能。
PX-434A/404A
2011年11月発売。PX-404AはPX-403Aの後継機で、前面給紙となり本体が小型化された。PX-434AはPX-404Aの上位機種で無線LANや「EPSON iPrint」に対応したほか、黒ノズル数を128、カラーノズルを42×3に増やしてある。
PX-504A
2012年2月発売。PX-503Aからの変更は軽微である。
PX-435A/405A/045A
2012年8月発売。PX-435A/405AはそれぞれPX-434A/405Aの後継機だが、黒ノズル数180、カラーノズル数が59×3に増えている。PX-045Aは液晶画面なし、操作パネルは電源・モノクロコピー・カラーコピー・ストップ/設定クリアの4つのボタンに絞り、基本機能であるプリント・コピー・スキャンに特化した新設のシンプルモデルで、黒ノズル数128。カラーノズル数42×3である。
PX-045Aについては、2013年秋モデル・2014年秋モデル・2015年秋モデル・2016年秋モデル発表後も継続販売されている。
PX-675F/605F/535F/505F
2012年9月発売。PX-675F/605FはPX-673F/603Fの後継機で、操作パネルを固定式にしたことで耐久性を高め、ライティングナビゲーション機能を搭載。6万ページの耐久性を実現させた。PX-535F/505Fは新たに設定されたFAX搭載モデルの最廉価機である。在宅オフィスなど限られたスペースにも設置できるコンパクトサイズで、PX-535FにはADFも搭載されている。
PX-436A/046A
2013年9月発売。PX-436AはPX-435Aの後継機で、基本性能はPX-435Aと変わりないが、無線LANアクセスポイントがなくても無線LAN搭載のスマートフォンやパソコンから直接無線接続ができる「Wi-Fi Direct」に新たに対応。PX-046Aは既存のPX-045Aをベースに、無線LAN及び「EPSON iPrint」に対応し、スキャン解像度を1200dpiに強化したモデルである。
PX-437A/047A
2014年9月発売。PX-437AはPX-436Aの後継機で、染料インク搭載機（EP-**7品番）同様、プリント用紙の種類とサイズを本体に登録できる「用紙サイズ登録」を新搭載し、「印刷前の用紙サイズチェック」との二重のチェック体制に強化。PX-047AはPX-046Aと基本性能の変更はない。
PX-048A
2016年1月発売。PX-047Aの後継機で、基本性能はPX-047Aと同等だが、インクカートリッジが新仕様の「リコーダー」シリーズ（RCH型番）に刷新されたほか、EP-708A同様に、前機種のPX-047Aでは同梱されていたソフトウェアディスクが非同梱となった（ドライバや追加ソフトウェアの入手時にインターネット環境が必要となる）。
PX-049A
2016年9月発売。PX-048Aの後継機。新機能として、コピー時に印刷ボタンを必要枚数分連続して押すことで最大20枚（20回押し）まで複数コピーができる部数指定コピー機能を搭載。印刷速度も向上された。
2017年秋モデル・2018年秋モデル発表後も継続販売された。

#### 顔料ブラック+染料カラー搭載機
前述したように、顔料ブラック+染料カラー搭載機は「カラリオ」を冠さない後述のエコタンク搭載機に採用されていたが、2019年モデルで「カラリオ」にも設定された。
EW-452A/052A
2019年8月発売。EW-052AはPX-049Aの後継機となる。2機種共通で、「Wi-Fi Direct」に対応し、フチなし吸収材エラー発生時でもフチなし印刷以外の機能の継続使用が可能である。また、対応カートリッジも2機種共通で、4色全て装着すると「純正」の文字が浮かぶ「マグカップ」シリーズ（MUG品番）となる。
EW-452Aは顔料インク搭載機のPX-437A以来約5年ぶりの4色エントリー機種で、1.44型液晶を備えたチルト機能付操作パネル、自動両面印刷対応、用紙サイズ登録と印刷の失敗防止の二重のチェック体制に加え、新たに「交換式メンテナンスボックス」が採用された。
EW-456A/056A
2024年2月発売予定。「カラリオ」の顔料ブラック+染料カラー搭載機で初のモデルチェンジとなり、456Aは452A、056Aは052Aそれぞれの後継機となる。2機種共通で前面の操作パネルにテクスチャが施され、液晶搭載の456Aはユーザーインターフェイスも改良され、染料インク搭載機のEP-716Aと同じフリップ式に変更されたことで画面に表示されるアイコンが大型化された。なお、対応カートリッジは2機種共に「メダマヤキ」シリーズ（MED品番）へ変更された。

### カラリオ・ダイレクト
後述のプリントンの後を継ぐ、カードリーダ内蔵モデル。PictBridgeや、USBストレージ（USBフラッシュメモリやUSB接続型MOドライブ等のUSBマスストレージクラス対応製品）にある写真も印刷可能。しかし、これらの機能はマルチフォト・カラリオも持っていること、マルチフォト・カラリオ（複合機）とカラリオ・プリンタ（単機能機）との価格差が小さくなり、その間を補完するカラリオ・ダイレクト（ダイレクトプリンタ）の需要が減少してきていることもあって、2006年モデルのPM-D870を最後にシリーズが終息した。

### カラリオ・ライト
CL-700からCL-760までの型番“CL”から始まる製品で、主にテレビショッピングのセット商品や、初心者向けの低価格プリンターとして販売された。シリーズ全機種がインクを4色搭載しているタイプ。
型番改変時にこのシリーズは廃止され、カラリオ・プリンタのVシリーズに低価格機は引き継がれる。エプソンのCMがあまりに写真を中心に押し出していたため、写真画質の低いこのシリーズは「エプソンなのに写真が綺麗じゃない」との批判をあびる。前述のセット販売や、プリンタのことをよく知らない層が値段の安さだけで買ってしまうことが原因である。

### エコタンク搭載モデル
ecotank
同社の環境配慮型インクコスト軽減プリンター。2010年、非純正インクの連続供給システムをヒントに本体に内蔵されているインクタンクに直接インクを注入する機構のプリンターを新興国などで発売した（L100およびL200）。エコタンクの名称は2016年以降に発売された、同機構の機種に付けられる。型番についてはカラリオと同じだが末尾にTが付く。
本体を低価格で販売して消耗品であるインクカートリッジで利益を得るビジネスモデルが一般的だったが新興国などでは非純正インクの使用が常態化しており、それに伴う故障・修理が多かった。そのため、非純正インクの連続供給システムをヒントに大容量インクタンクを内蔵させたモデルを発売したところ、新興国での売り上げが上がったという。その後、海洋汚染の原因の一つである、プラスチックゴミの削減など、社会的情勢の変化も相まって2016年に日本国内でも発売されるようになった。
インクの供給機構を変更した関係で大容量化がされた。従来と同じビジネスモデルを展開すると消耗品のインクボトルの価格が超高額になってしまうため、インクボトルの価格を大幅に抑えている。そのため、1枚あたりの印刷コストが1円未満に抑えられることが可能である反面、消耗品であるインクボトルで利益を得ることができないため、本体の価格は同性能のインクカートリッジ式と比べると割高である。

#### 顔料インク搭載機
PX-S160T/M160T
2016年2月、日本国内における初号機で、PX-K150の事実上の後継機である。いずれもモノクロ専用で、S160Tは印刷専用モデル、M160TはADFが搭載された複合機モデルである。また、本体と一緒にボトルインクが2本同梱されていた。
PX-S170T/S170UT
2018年10月発売。「挿すだけ満タン」と呼ばれるインク注入方式を採用するとともに、でっぱりを無くしたボックススタイルのコンパクトな形状へ刷新。給紙方法はトレイ式の前面となる。S170UTはS170TからWi-Fiを省いてUSB接続専用としたものである。
PX-S270T/M270T/M270FT
2019年5月発売。給紙経路をS字型にしたことでレーザープリンターのように印刷面を下向きにした天面+フェイスダウン排紙が可能となった。給紙方法はS170Tの前面に加えて背面からも可能となり、背面給紙の場合は前面に排紙させることも可能である。印刷専用モデルのS270Tに加え、複合機モデルのM270TとM270TにADFとFAX機能を追加してタッチパネルも搭載されたM270FTもラインナップされる。
PX-S161T/M161T
2023年11月発売。S160T/M160Tの後継モデルで、S161Tは印刷専用モデル、M161TはADF搭載の複合機モデル。本体サイズがコンパクト化され、S160T/M160Tのブラックボディからホワイトボディに変更。メンテナンスボックスが搭載され、M161Tは1.44型カラー液晶が搭載された。

#### 顔料ブラック+染料カラー搭載機
EW-M660FT
2016年2月発売。日本国内における初号機で、FAX機能やADFが搭載されたカラー複合機モデル。本体に加え、4色のボトルインクが各2本ずつ同梱されていた。
EW-M670FT/M571T
2017年9月発売。M660FT後継でFAX機能・ADF付のM670FTはM770Tで採用された「挿すだけ満タン」と呼ばれるインク注入方式の採用に加え、本体はタンクの前面配置に加えてデザインをエコタンク搭載モデル専用仕様に刷新されたことでコンパクト化。「PrecisionCoreプリントヘッド」も搭載された。EP-M570Tの後継となるM571TはM670FTからFAX機能やADFを省いてローボディ化され、液晶を1.44型（タッチパネルなし）としたコンパクトモデルで、ブラックをEP-M570Tの染料から顔料に変更された。
EW-M670FTW/M630TB/M630TW/M571TW
2018年10月発売。M630TB/M630TWは既存のM571TからSDカードスロットが無くなるものの、液晶を2.4型に大型化され、普通紙で最大250枚の大容量給紙を可能にする前面給紙カセットが搭載される。M670FTWとM571TWはM670FTとM571Tの色違いモデルで、ホワイトとしたものである。
EW-M5610FT
2020年7月発売。背面手差しからのプリントのみA3に対応するADF・FAX機能搭載モデル。
EW-M674FT/M634T
2021年11月発売。M670FTW/M630TWの後継機で、Bluetoothの拡張仕様であるBluetooth LEに対応し、スマートフォンアプリ「Epson Smart Panel」からの初期セットアップ作業が容易化された。

#### 顔料ブラック+染料ブラック・カラー搭載機
EW-M770T
2017年3月発売。ブラックインクを顔料と染料の2種類を搭載することで写真プリントの画質が向上されている。また、本機種からインクタンクが前面配置となり、「挿すだけ満タン」と呼ばれる注入口に挿しこんで満タンになると補充が自動で止まるインク注入方式に刷新され、他色への入れ間違いを防止するため、タンクとインクボトルの注入口を色ごとに変更。給紙方式を「カラリオ」の複合機上位モデルと同じ前面2段カセット+背面手差しの3way方式となった。さらに、四辺フチなし印刷、ディスクレーベルプリント、自動両面印刷が可能となり、SDメモリーカードスロットやメンテナンスボックスが搭載された。
EW-M970A3T
2017年9月発売。M770Tをベースに背面手差し時のみA3まで対応したモデル。
EW-M770TW
2018年10月発売。M770Tの色違いモデルで、ホワイトとしたもの。
EW-M752T
2019年10月発売。インクタンクをプリントヘッドに搭載したオンキャリッジ式を採用。ディスプレイは4.3型ワイドのタッチパネルとなり、残量確認は本体正面右側のLEDの状態（点滅又は点灯）で把握する（常時消灯も可能）。ボトルインクは大容量の「増量サイズ」に加えて1回補充量分の「使いきりサイズ」を追加した2種類となり、低印刷コストに加えてボトルインクの更なる低価格化にも貢献するようになる。
EW-M973A3T/M873T/M752TB
M752TBは2020年10月、M873Tは同年12月、M973A3Tは2021年2月に順次発売。M970A3Tの後継機となるM973A3Tは染料のグレーを追加して6色とするとともに、「ClearChrome K2 Plusインク」と呼ばれる高品位インクを採用。背面はトレイに加えて厚紙や2mまでの長尺にも対応する手差しのストレート給紙も可能となった。ディスプレイは4.3型ワイドに大型化されてタッチパネルが搭載され、インクタンクの上部に移動。排紙トレイは印刷指示が入ったときに自動で引き出される自動オープン機能が追加され、メンテナンスボックスも採用された。M873TはM973A3Tと同等の機能を備えたA4対応モデル。M752TBはホワイトボディのM752Tの色違いモデルで、ブラックボディとしたものである。また、M873TとM973A3Tは「プロセレクション」として扱われる場合もある。
EW-M754TB/M754TW
2021年11月発売。M752T/M752TWの後継機で、排紙トレイがM873T/M973A3T同様に自動オープン機能が追加され、Bluetooth LEに対応。LEDバーは白から水色となった。
EW-M757TB/M757TW/M757TP
2024年11月発売予定。M754TB/M754TWの後継機で、EP-887A系/817Aに搭載されている「らくらくモード」を搭載。カラーバリエーションが増え、EP-887A系同様に緑系のピスタチオグリーン（EW-M757TP）を追加。3色となった。

#### 染料インク搭載機
EP-M570T
2016年10月発売。基本的なCMYKの4色で印刷する染料カラー複合機モデルの初号機。インクタンクの形状が見直されたことでEW-M660FTよりも横幅が縮小化され、インク注入口が斜め配置に変更された。EW-M660FT同様、4色のボトルインクが各2本ずつ同梱された。
EP-M552T
2019年10月発売。M570T以来となる4色染料カラー複合機でエントリーモデルの位置づけとなり、EW-M752T同様にオンキャリッジ式が採用され、M570Tよりもコンパクト化。スキャナー機能は用紙を挿入するシートフィード型（読み取りヘッド固定型）が採用されている。
EP-M553T
2021年2月発売。M552Tの後継機。スキャナー機能を読み取りヘッド移動型に変更されたことでより凹凸が少ないボックススタイルとなり、プラスチックの一部にリサイクル素材を使用。LEDバーはM754TB/M754TW同様に白から水色となった。
EP-M476T
2023年11月発売。エコタンク搭載の最廉価モデルとして新たに設定。インクタンクは上位機種となるEW-M634T同様に前面配置となるが、メンテナンスボックスは非対応となる。

### プリントン
1998年より発売された「Printon（プリントン=PT=）」シリーズは、現在ごく一般的にみられるカラーインクジェットプリンタと・PCカードリーダーが一体となったカラー複合機の先駆けで、早くもホームDPEを模索している。（2000年にPTシリーズはカラリオ・プリンタに統合(内包)されている。）

### Colario・コピー
2000年3月に発売されたCC-700から2003年3月に発売されたCC-600PXまでの、型番“CC”から始まる製品で、インクジェットプリンターとカラースキャナを組み合わせてカラーコピーを実現したインクジェット複合機がこれにあたる。日本におけるインクジェット複合機自体は、富士ゼロックス（現:富士フイルムビジネスイノベーション）やキヤノンが先に販売していた。年賀状ユーザーを主なターゲットとせず、新生活に向けた製品であるため3月発売となっている。
シリーズ最初の機種であるCC-700はPM-770とスキャナとを合体させたため6色染料インクであるが、2001年3月発売のCC-500Lから4色染料インクとなりFAX機能も無くなり、名称もColarioコピー・ライトとなった。2002年3月発売のCC-550Lから、4辺フチなし印刷に対応した。シリーズ中CC-600PXのみ独立インクを採用する。インクを6色搭載し写真画質を高めたPM-A850が2003年秋に発売されて以降、本シリーズのコンセプトを受け継いだマルチフォトカラリオとなった。

### カラリオ・ミー
2004年に発売された「E-100」より始まった、コンパクトな写真専用プリンタシリーズ。
E-100の開発にあたっては、セイコーエプソン社内の女性メンバーで「Team8（チーム・エイト）」というプロジェクトチームを結成し、「女性が使いやすいプリンター」を作ることを目的として活動を行った。EP-100は「女性にとって使いやすい操作性」「女性が欲しくなるデザイン性」を重視して開発され、その結果として「コンパクトでかわいいデザイン」、「取っ手がついて持ち運びやすい」といった特徴を持っていた。
2006年より発売されたE-300、E-500、E-700より、それまでの丸みを帯びた形状から、箱型の形状にデザインが変更された。このE-300系シリーズはE-100系と同様に持ち運び用の取っ手がついており、2013年のE-370P/370Wまでリニューアルを重ねつつ販売が続いていた。
2009年には横長の7.0型カラー液晶を搭載した、E-800、E-600が発売された。大型の液晶ディスプレイを活かして、印刷を行わないときでもフォトビューワーとして活用できるほか、E-800では専用のキーボードが付属し、PCを使わずにプリンターだけでハガキの通信面・宛名面を作成して印刷が可能となっていた。このハガキ作成機能を備えたE-800系には「宛名達人」の副愛称が付けられ、2014年発売のE-850までシリーズが続いた。
E-370P/370Wに代わって2014年秋に発売された「PF-70」では、高さを抑えた横長の箱型にデザインが変わり、最大A5まで印刷可能となった。PF-70はカラリオ・ミー・ブランドではなく、カラリオ・プリンターに分類されていたが、後継機のPF-71はカラリオ・ミーのブランドに戻っている。
ハガキ作成機能付きの機種では、E-850に代わって2015年秋より9.0型タッチパネル付き液晶を縦向きで使用する「PF-81」が発売されている。PF-81にはこれまでのE-800系と同じ「宛名達人」の副愛称が付けられているが、カラリオ・ミーのブランドではなく、カラリオ・プリンターにおけるハガキプリンターに位置づけられている（PF-81は2016年以降、収録テンプレートの内容を変えるマイナーチェンジが年次行われていたが、2020年10月発売モデル(型番:PF-81-2021)で12の干支全てに対応した永年版となった）。このように最近はカラリオ・ミーの位置づけが揺れる、これまでとは異なっているケースが見られる。
当初のEP-100では写真の保存性に優れている6色顔料インクを搭載していたが、E-150からはカラリオ・ライトと同様の4色染料のインクに変わった（耐光性10年、耐オゾン性5年）。2006年モデルのE-700・E-500ではインクは4色のままではあるが、耐光性50年、耐オゾン性25年と従来顔料機並みの保存性に改良された。インクカートリッジは6色または4色一体型となっており、2020年現在の現行機種であるPF-71で使用されている81番インクカートリッジでも同様となっている。

## デジタルカメラ関連

### カラリオ・フォト
シリーズ全体を通じ、同社のプリンターとの連携以外にとりたてて特徴を持たない。
CP-100
1996年3月15日に発売された、同社初のデジタルカメラ。CP-200まで独自規格のメモリーカードでPCとの通信はシリアルポート経由だった。
CP-200
1996年11月7日発売。1/3インチ 35万画素CCD、着脱式LCDビューワーを装備。CP-100よりやや小型化された。
CP-500/CP-600
CP-500は1997年7月発売。81万画素で量販店での実売価格が8万円弱(発売当時)-4万円強(発売から1年経過時)程度、総画素数を130万に引き上げて1998年5月に発売されたマイナーチェンジ機種のCP-600もCP-500と同等な実売価格(メーカー希望小売価格は両機種とも同価格)であり、1998年のヒット製品であった富士フイルムの「FinePix700」(150万画素、実売価格9万円-6万円(発売1年経過時))と比べれば比較的コストパフォーマンスに優れた製品であり、雑誌などの売り上げランキングにしばしば上位にランクインしていた。メモリーカードはコンパクトフラッシュに替えられた。コンパクトフラッシュはCP-80zまで採用された。
カラリオ・プリンターのMacintoshシリアルポート端子とカラリオ・フォトをMacintosh用のシリアルケーブルで接続するとパソコン無しでカラリオ・フォトの画面上で印刷指定が可能な「ダイレクトプリント」機能がCP-500から搭載され、現在市販の殆どのプリンターやデジタルカメラに搭載されているこの機能の先駆けとなった。
CP-700Z
1998年11月発売。1/2.7インチ 130万画素CCD、光学3倍ズーム搭載。LCDビューワーは外光を利用することもできた。
CP-800
1999年4月15日発売。1/2インチ 214万画素CCD、アルミ合金製ボディ採用、小型軽量化と品質・性能の大幅な向上が行われた。F2.4の単焦点レンズが搭載されており、記録画素数はHypict処理による約300万画素、200万画素、35万画素の3つを選択できる。オートの他マニュアル撮影モードを搭載しており、フォーカス、絞り、シャッタースピードなどを調節できた。またパソコンとの接続方法が USB に変更された。（別売りケーブルで従来のシリアル接続も可能）　コンパクトになったかわりに電源が単三電池2本となり、電池の持ちはよいとは言えなかった。
CP-900z
2000年3月11日発売。
CP-920z
2001年4月発売。1/1.8インチ 334万画素CCD、光学3倍ズーム搭載。電源は単三電池4本。
CP-80z
2001年9月発売。1/2.6インチ 230万画素CCD、光学2倍ズーム搭載。「ティアドロップ型」の丸みを帯びた本体デザインのカメラ。ボタン数を少なくし、操作メニューにアイコンやアニメーションを用いるなどでエントリユーザー向けに簡単な操作を意識した作りになっている。
PhotoPC Link L-300
2003年6月20日発売。カラリオPhotoPCシリーズとしてL-400、およびフォトビューワ P-1000と共に発表された。Photo PCシリーズの「PCを介さずに撮影から印刷までを“簡単”で“楽しく”、しかも“リーズナブル”に行う」というコンセプトを実現するため、カメラにDSP搭載の画像処理プロセス「PhotoPCエンジン」を搭載。これによりJPEG伸張、リサイズ・回転、PIM、レイアウト、プリンタードライバーといった処理をデジカメで高速で行えるようにした。記憶メディアにはSDカードを採用した。撮影素子は324万画素CCDを搭載。
PhotoPC Link L-400
2003年9月5日発売。L-300の上位機種で撮影素子が407万画素CCDとなっている。その他の仕様はL-300と同じ。
L-500V
2004年9月28日発売。撮影素子は500万画素CCD。当時のデジカメとしては大型で高精細な2.5型・512×384ピクセルのPhoto Fine液晶パネルを搭載していた。
L-410
2004年発売。ジャパネットたかたでプリンターと共に発売されていた。撮影素子は400万画素、光学3倍ズーム。L-400が金属製ボディーであったのに対して、L-410はプラスチック製ボディーとなっている。

### フォトビューワ
2003年４月にカラリオPhotoPCシリーズとして、上述のデジタルカメラL-300、L-400とともにHDD内蔵のポータブルビューワ「PhotoPC Player P-1000」を発表した。PhotoPCシリーズは、PCを介さずに撮影から印刷までを“簡単”で“楽しく”、しかも“リーズナブル”に行うことをコンセプトしている。P-1000にはコンパクトフラッシュのカードスロットが備わっており、PCを介さずにデジカメで撮影した写真を保存することができた。また、エプソン製の高精細液晶パネル「Photo FIne」を搭載しており、HDDに保存した画像を観て楽しんだり、選んでプリンターで印刷することができた。
P-1000
2003年10月発売。1.8インチ10GBのHDD、3.8型で640×480ピクセル（212ppi）の高精細カラー液晶「Photo Fine」を搭載していた。USB1.1。
P-2000
2004年10月発売。商品ブランドがEpson Photo Fine Playerに変わる。液晶パネルはP-1000と同じ3.8型、640×480ピクセルのままだが、HDDが2.5インチ40GBに容量アップした（その分、本体サイズおよび重量もP-1000より大きくなった）。USBも2.0に変わり、音楽（MP3とAAC）と動画（Motion JPEGとMPEG-4）の再生にも対応した。さらに、コンパクトフラッシュに加えてSDカードスロットを搭載した。
P-4000
2005年10月発売。P-2000からHDDの容量が80GBに増やされ、バッテリー容量も2300mAhから2600mAhに増加した。その他はP-2000と同様であった。P-4000の発表後もP-2000は販売継続された。
P-4500
2006年4月発売。HDD容量、液晶パネルのサイズや解像度はP-4000と同じだが、新規プラットフォームを採用して画像表示や転送速度、動画再生の性能を向上させた。操作ボタンや画面表示といったユーザーインターフェイスにも手が入れられ、操作性の向上が図られている。
P-5000
2006年10月発売。HDD容量は80GBとP-4500と同じであるが、液晶パネルがカラーフィルターにエメラルドグリーン(EG)を加えた4.0型、640×480ピクセルの「Photo Fine Ultra」に変わった。これにより色域が広がり、Adobe RGBに対応した。インターフェイスにUSBホスト端子が加わり、外付けHDDやデジタルカメラと接続できるようになった。
P-2500
2006年10月発売。P-4500のHDDを40GBに落とし、価格を抑えたモデル。
P-3000
2007年6月発売。P-5000の下位機種でHDD容量が半分の40GBになっている。外観も本体の上下がシルバーに変わっており、より軽快なものになっている。
P-7000
2008年9月発売。P-5000の後継機。HDDが160GBに増量され、液晶パネルもAdobe RGBカバー率88%の「Photo Fine Ultra」からAdobe RGBカバー率94%の「Photo Fine Premia」に変わった。視野角も160度に広がった。操作系にホイールキーを採用し、USB接続でPCのモニターとなるUSBディスプレイ機能や、RAW現像やトリミングなどの印刷設定をウィザード形式で行う印刷ナビゲーション機能を搭載した。
P-6000
2008年9月発売。P-7000の下位機種でHDDが80GB。外観もP-7000が全体的に黒色であるのに対して、本体の上下がシルバーとなっている。液晶パネルなどのその他の仕様はP-7000とほぼ同様である。

## サービスパック
2017年モデルの発表と同時に、サービスパック「カラリオスマイル」の展開が発表され、同年10月26日に発売された。本サービスは2017年モデル以降に発売された「カラリオ」を対象としており、プリンターと共に「カラリオスマイル」を購入し、会員サイト「MyEPSON」にサービス利用登録をすることで、購入した日から5年間（「MyEPSON」に登録されている購入・導入年月の翌日から5年を経過した時点）、「MyEPSON」経由で修理を依頼した場合に引取修理サービス（ドアtoドアサービス）の引取料金の無料対応（回数無制限）や保証期間終了後の修理料金の半額及び廃インク吸収パッド（メンテナンスボックス対応モデルはフチなし吸収材のみ）の交換費用の無償対応、プリンター買替時に不要となった未開封の純正インクカートリッジを直販サイト「エプソンダイレクト」で利用可能なポイント（有効期間3ヶ月間の期限付ポイント）に交換するサービスで構成されている。
2021年11月26日に「カラリオスマイルPlus」へリニューアル発売。対象機種がエコタンク搭載モデル（同日に発表された新モデル及び発表日時点での現行モデルが対象、「カラリオ」は発表日時点での現行モデル並びに2022年以降に発売されたモデルが対象となる）にも拡大され、「カラリオスマイル」に準じたサービス内容となる「半額サポートプラン」に加え、保証期間終了後の修理料金も無償対応となる「全額サポートプラン」が設定され、インク方式（カートリッジ式 or エコタンク）と修理料金のサポート内容で異なる4つのプランに拡充された。なお、ポイント交換サービスはエコタンク搭載モデルの場合、ポイント交換が不可となる代わりに、インクが余っていない場合でも申し込むことでカートリッジ2本分のポイント（600ポイント）が進呈される。提供形態はPOSAカードとドキュメントパックの2種類で、プリンター本体との同時購入が原則となる。ただし、発表日（2021年10月28日）から発売日までに対象機種に該当するプリンター本体を購入した場合は、特例として発売日以降に「カラリオスマイルPlus」を単体で購入してもサービス利用が可能となる。